# Mikronézia világörökségi helyszínei
Mikronézia területéről eddig egy helyszín került fel a világörökségi listára, egy másik helyszín a javaslati listán várakozik a felvételre.  
| | Nan Madol |
| 2016 |           |
| A veszélyeztetett világörökségi helyszínek listájára került: 2016 |           |
| Kulturális (I)(III)(IV)(VI) |           |
| Védett terület: 76,7 ha, puffer zóna: 664 ha, hivatkozás: 1503 |           |
| A Pohnpei partjainál található több mint száz mesterséges kis szigeten emelkedő Nan Madol megalitikus, bazalt kőépítmények összessége amely a Saudeleur-dinasztia szertartásközpontjának maradványa. Az épületegyüttes palotákból, templomokból, temetkezési helyekből és lakóépületekből állt. A csendes-óceáni szigetnek ez a kultúrája i. sz. 1200 és 1500 között virágzott. A hatalmas méretek, a magas szintű technikai kivitelezés egy összetett és szervezett társadalomra utal, amely körülbelül ezer évvel ezelőtt indult fejlődésnek a szigetek fokozottabb benépesülésével és a mezőgazdaság fejlődésével. A falakhoz felhasznált bazalt tömböket nem helyben bányászták hanem a sziget egy távolabbi kőfejtőjéből szállították oda. A szertartásközpontot 1820-körül elhagyták azóta nem történtek rekonstrukciós munkák és átalakítások sem az épületeken, azonban veszélyt jelentenek rá a trópusi viharok, a gyorsan növő trópusi növények és az omlások. Az építmények jelenlegi, romos állapota és a veszélyeztető tényezők miatt a helyszín felkerült a veszélyeztetett világörökségi helyszínek listájára is. |           |

## Elhelyezkedése
|  | Nan Madol |

## Javasolt helyszín
| Megnevezés                       | Kép | Típus      | Kritérium      | Év   | Link |
| -------------------------------- | --- | ---------- | -------------- | ---- | ---- |
| A Yap-sziget korong alakú pénzei |     | Kulturális | I, II, III, IV | 2004 | 1994 |